# Punta d'Oberettes
La Punta d'Oberettes (in tedesco Schwemser Spitze) 3.514 m s.l.m. è una montagna delle Alpi Retiche orientali (sottosezione Alpi Venoste).
È la montagna più elevata del gruppo della Saldura, ha una vetta secondaria più a sud con un'altitudine di 3337 m s.l.m.
La prima ascensione risale al 2 settembre del 1875.